# Frauengrab von Cys-la-Commune

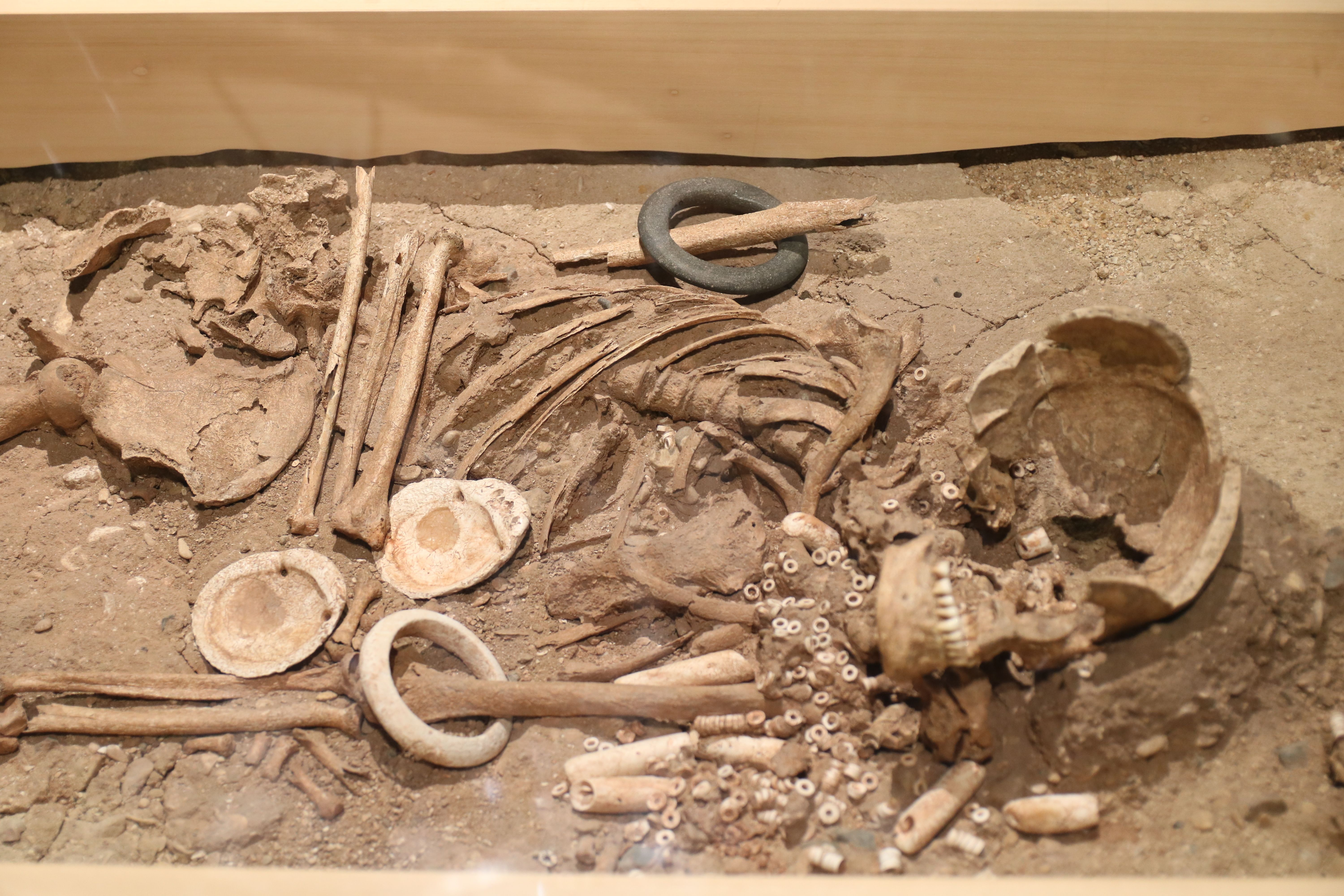
Frauengrab von Cys-la-Commune – Museum Saint-Germain-en-Laye

Das jungsteinzeitliche Frauengrab von Cys-la-Commune östlich von Soissons im Département Aisne am Rande des Pariser Beckens in Frankreich ist eine der reichsten Bestattungen der Region. In einer Grube liegt eine junge Frau auf der linken Seite. Spuren deuten darauf hin, dass ihr Körper mit rotem Ocker bestreut war. Dies sind charakteristische Merkmale der Linearbandkeramischen Kultur (französisch Culture rubanée), deren typische Keramiken jedoch fehlen. Ein Kranichknochen entlang des rechten Unterarmes deutet auf ein Begräbnis zwischen Frühling und Herbst hin, der Zeit der Anwesenheit dieses Zugvogels in Europa. Die Bestattung in Cys-la-Commune in der Nähe der Aisne erfolgt nicht isoliert, da weitere nahe gelegene Bestattungen zerstört wurden.
Sie zeichnet sich durch das Vorhandensein von Spondylusschmuck aus. Um den Hals trug die Frau eine Kette aus mehr als 350 kleinen, flachen, scheibenförmigen Kalksteinperlen, kombiniert mit acht großen, röhrenförmigen Spondylusperlen. Die Position der beiden Spondylusklappen mit doppelter Perforation (ein Merkmal dieser Kultur) an der Taille macht ihre Funktion als Gürtelverschlüsse wahrscheinlich. Von der Frau wurden zwei polierte Steinarmbänder, eines aus Sandstein am rechten Arm und eines aus Kalkstein am linken Arm, getragen. Bei Allensbach-Hegne wurden im ältesten Grab am Bodensee bei einer Frauenbestattung ebenfalls zwei Steinarmringe gefunden. Diese Steinarmringe datieren die Gräber auf 4900 v. Chr. Die Menge und Qualität des mitgegebenen Schmucks spiegelt den außerordentlichen Charakter der Bestattungen wider.
Die Bestattungen der Kultur weisen einen starken Wohlstandsunterschied auf, während die Lebensräume weniger klare Auskünfte darüber geben, ob die Gesellschaft egalitär oder gleichartig war. Das Privileg mancher Männer, Frauen, aber auch Kinder, wird im ältesten Neolithikum Westeuropas bestätigt. Ob es sich um politische, soziale oder spirituelle Macht oder um unterschiedlichen wirtschaftlichen Reichtum handelt, der die Vorrangstellung bestimmter Individuen begründet, ist offen.